# 北京交通大学数学与统计学院
数学与统计学院，习惯简称数统学院，为北京交通大学的一个学院。
北京交通大学数学与统计学院成立于2022年，前身为成立于1960年2月的北方交通大学应用理学系应用数学专业。

## 下设机构
- 信息与计算科学系
- 数学与应用数学系
- 统计与运筹系
- 数据科学系
- 基础与交叉科学研究院